# Per Henrik Hesselgren
Per Henrik Hesselgren, född 6 mars 1813, död 9 april 1863 i Klara församling, Stockholm, var en svensk garvarmästare och politiker. Han var riksdagsman för borgarståndet i Stockholm vid ståndsriksdagarna riksdagen 1850–1851, riksdagen 1853–1854, riksdagen 1856–1858 och riksdagen 1862–1863. Han var ledamot i bankoutskottet 1853–1858.